# 帕里查塔山
19°19′0″S 66°0′38″W / 19.31667°S 66.01056°W

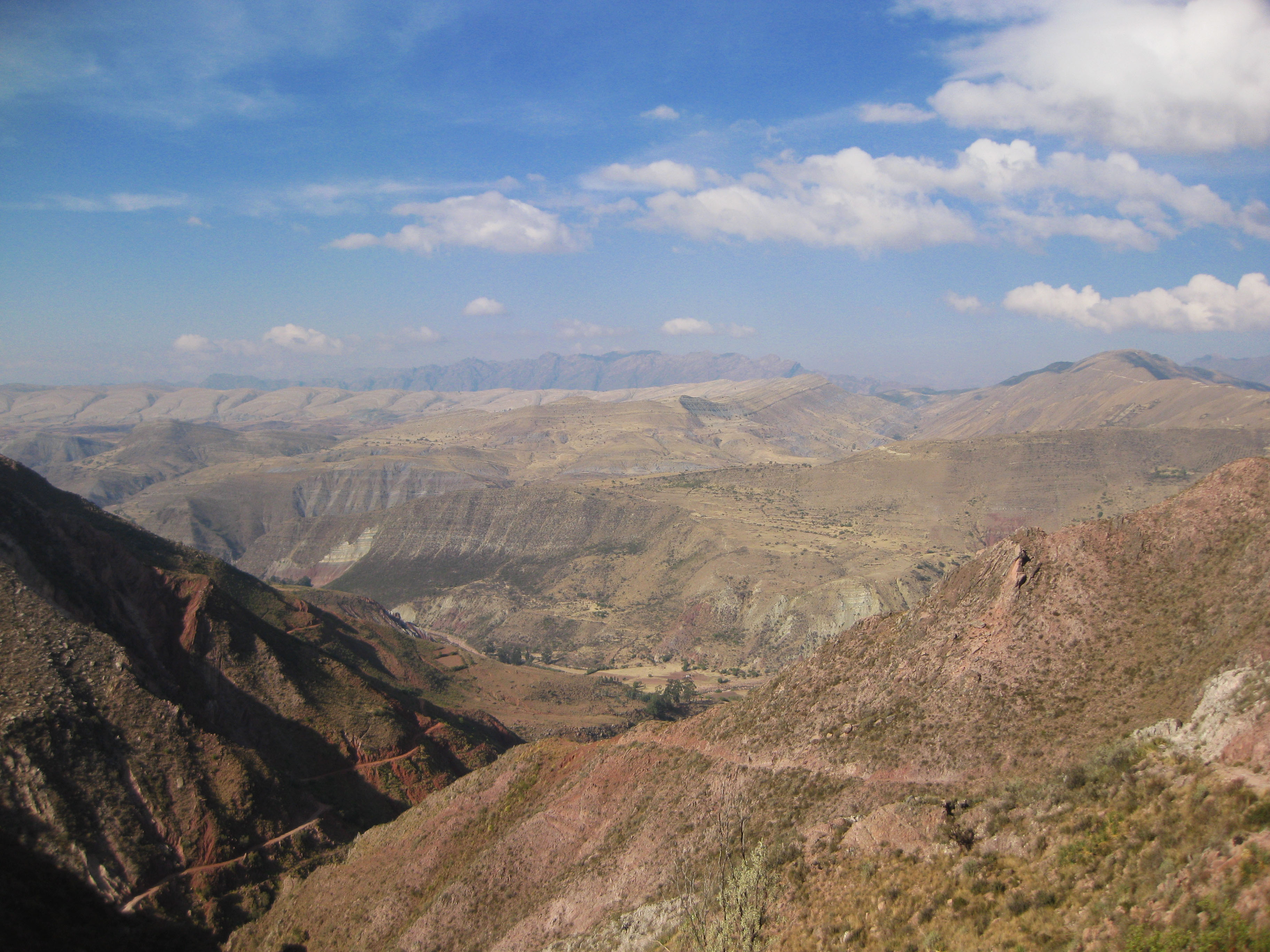

帕里查塔山（Pari Chata），是玻利維亞的山峰，位於該國西南部波托西省的托馬斯弗里亞斯省，處於皮科馬約河以北，屬於安第斯山脈的一部分，海拔高度4,717米。